# Pauline Suij
Pauline Suij (* 23. Mai 1863 in Amersfoort; † 25. September 1949 in Amsterdam) war eine Künstlerin, die als Studentin der  Koninklijke Academie van Beeldende Kunsten Den Haag im Umfeld der 2. Generation der Haager Schule und des Amsterdamer Impressionismus zur Malerei fand. Sie gehörte eher dem zweiten Glied dieser beiden niederländischen Bewegungen des Impressionismus an.

## Leben und Werk
Ihre Tätigkeit als Malerin hatte sie schon im Alter von 23 Jahren begonnen. Vier Jahre später wurde sie in der Damenklasse der Koninklijke Academie van Beeldende Kunsten zu Den Haag aufgenommen und studierte dort von 1882 bis 1884. In Amsterdam war sie auch Privatschülerin von Hendrik Johannes Havermann, Johannes Gijsbert Vogel und Jan Hillebrand Wijsmuller. Bis 1889 hatte sie ein Atelier in Amersfoort und war dann nach Amsterdam gegangen, um dort ein neues zu beziehen. Dies auch vor dem Hintergrund, weil sie Amsterdam als den Ort für ihre zukünftige Tätigkeit ausgesucht hatte.
Beeinflusst durch das Umfeld der Schule von Allebé und der Strömung des Amsterdamer Impressionismus und ihrem Privatunterricht hatte sie sich der Bildgattung der Landschaftsmalerei, und zwar der Untergattung des Stadtgesichtes als Themenschwerpunkt, zugewandt. Wesentlichen Einfluss übte die aufstrebende, prosperierende Metropole Amsterdam aus. Als Darstellungsmittel benutzte sie die Zeichenkunst und die Ölmalerei.
Sie war als freischaffende Künstlerin der Kunstgesellschaft Arti et Amicitiae (im Volksmund kurz: Arti) beigetreten und hatte Anteil am dortigen Vereinsleben.

## Ausstellungen
- 18. Februar–27. Mai 2012, Den Haag, Gemeinschaftsausstellung – Penseelprinsessen II, Schilderen als beroep.[9]
- 30. Mai–18. August 2012, Apeldoorn, Gemeinschaftsausstellung – Penseelprinsessen I, Kunstenaressen aan en rond het hof.[9]